# Estação Ferroviária de Alcains
A estação ferroviária de Alcains é uma gare da Linha da Beira Baixa, que serve a freguesia de Alcains e a metade norte do Município de Idanha-a-Nova, no Distrito de Castelo Branco, em Portugal.

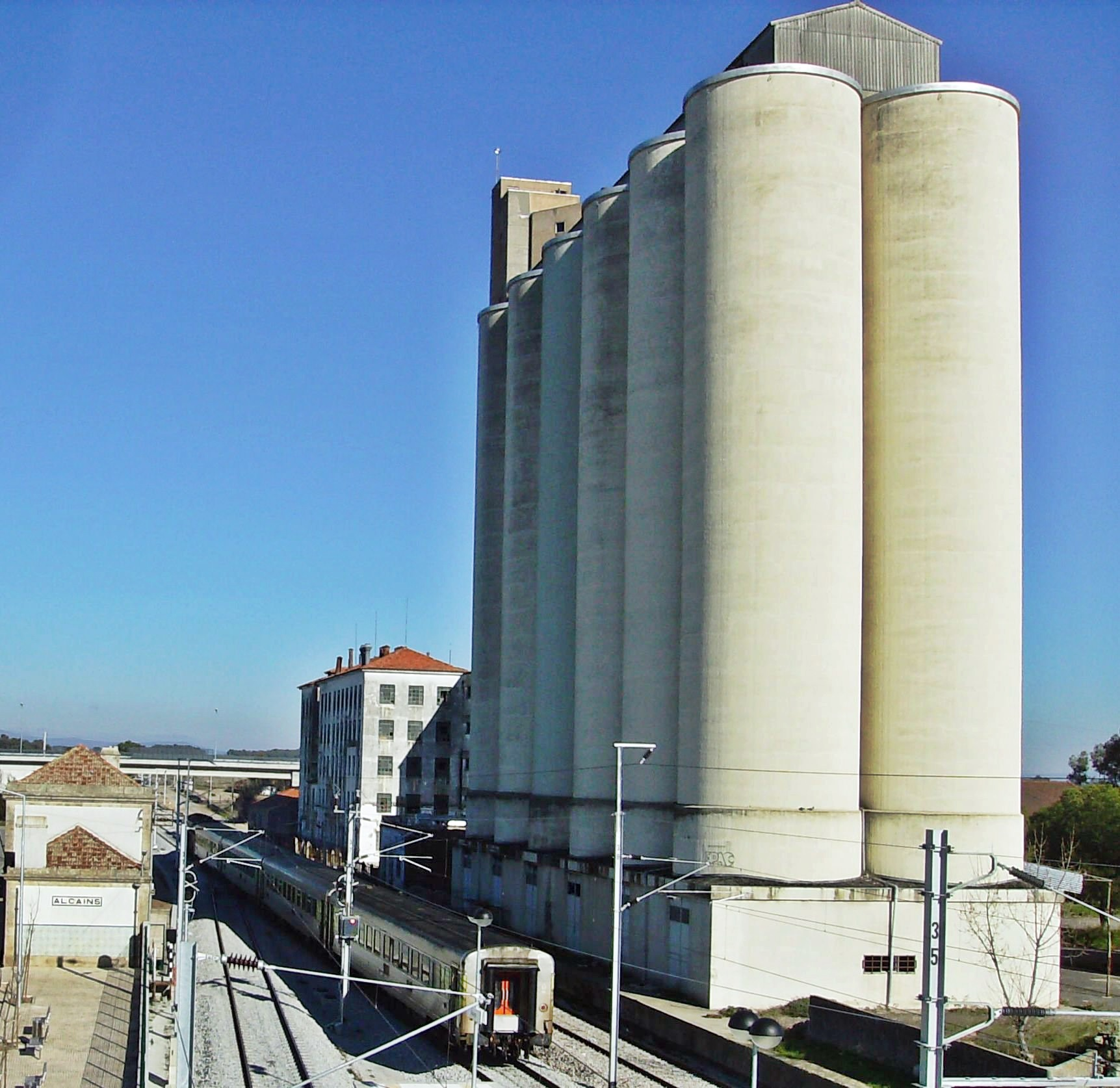
Vista da estação de Alcains e silos da EPAC.

## Descrição

### Localização e acessos
Esta interface situa-se no Largo de S. Pedro, em Alcains-Gare, freguesia de Alcains é aproximadamente equidistante entre a localidade nominal e a sede de freguesia vizinha de Escalos de Cima, e situada a nascente daquela, distando mais de dois quilómetros dos centros de ambas (respetivamente Fábricas Lusitana e igreja).
Desde julho de 2022, esta interface é servida por uma das 21 carreiras de transporte rodoviário coletivo municipal da rede Mobicab operada pela Rodonorte Castelo Branco — a 103, que circula entre Alcains (escolas) e Lousa duas vezes por dia em cada sentido aos dias úteis frequentando uma paragem intitulada Alcains Est. que, ainda que situada em desvio em relação ao trajeto da carreira pela EN352, mesmo assim dista da estação mais de 500 m; outras três carreiras do mesmo sistema (101, 102, e 114) servem Alcains mas não alcançam a estação.

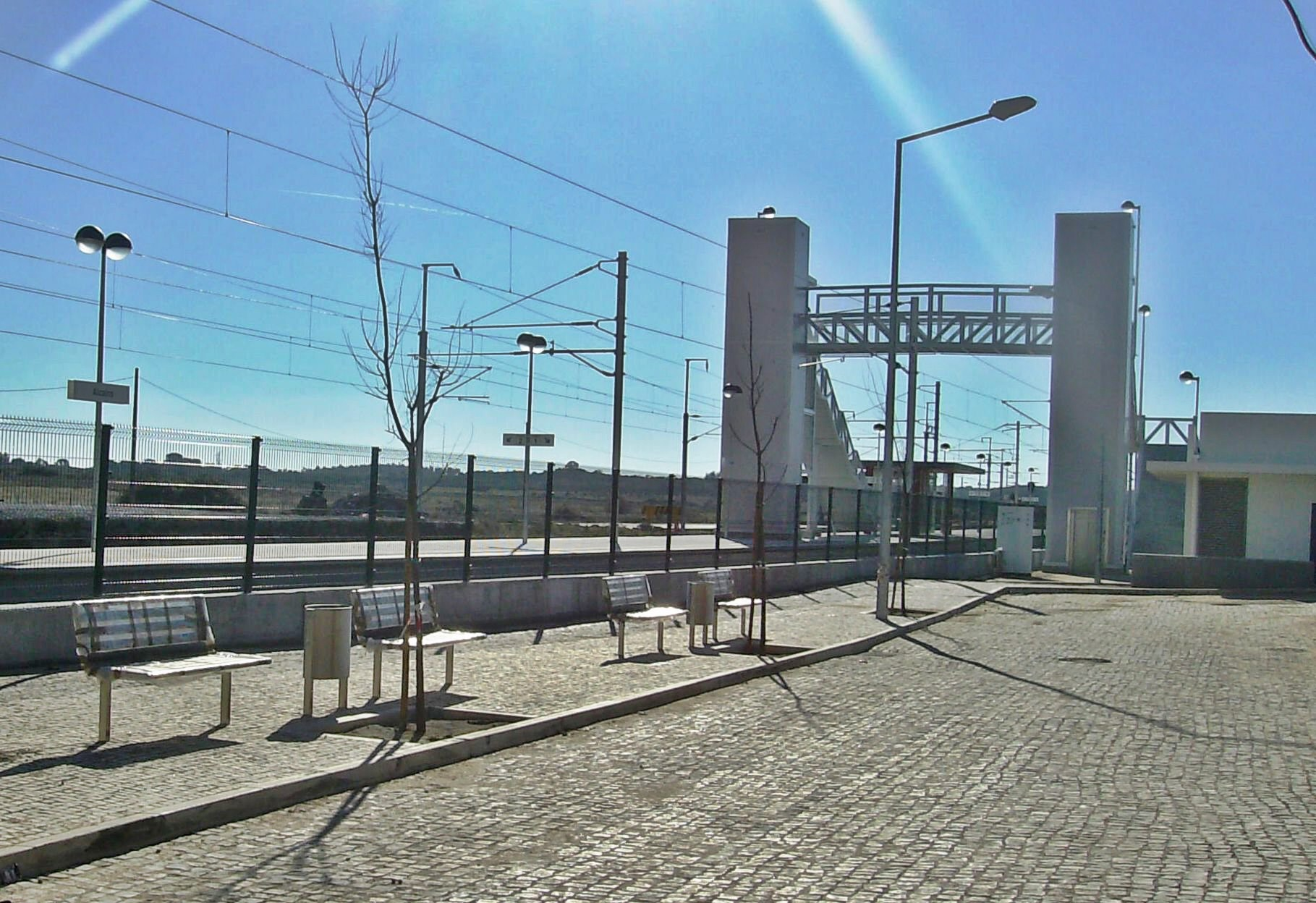
Aspeto das plataformas e da passagem pedonal, em 2018.

### Caraterização física
Esta interface apresenta quatro vias de circulação (I, I+IA, II, e II+IIA), sendo duas mais longas (I+IA e II+IIA, com 590 e 655 m de extensão) e duas com 177 m, apenas estas últimas são acessíveis por plataforma, com 150 m de comprimento e 685 mm de altura; existem ainda cinco vias secundárias, identificadas como III, IIIA, IIIB, IV, e V, com comprimentos de 365 a 164 m; todas estas vias estão eletrificadas em toda a sua extensão. O edifício de passageiros situa-se do lado poente da via (lado esquerdo do sentido ascendente, para Guarda).
Situa-se nesta estação, centrado ao PK 160+65, o Ramal Alcains-Lusitana, gerido pela Infraestruturas de Portugal; tem tipologia «Linhas de Carga/Desc. DPF» (ramal de estação) e código de segmento 179 (dep. 53801), e insere-se na via ao PK 160+524 (dep. 53132).
Situa-se igualmente junto a esta interface, ao PK 105+385, a zona neutra de Alcains que isola os troços da rede alimentados respetivamente pelas subestações de tração de Fatela e de Ródão.

### Serviços
Em dados de 2023, esta interface é servida por comboios de passageiros da C.P. de tipo regional, com quatro circulações diárias em cada sentido entre Castelo Branco ou Entroncamento ou Lisboa - Santa Apolónia e Guarda ou Covilhã.

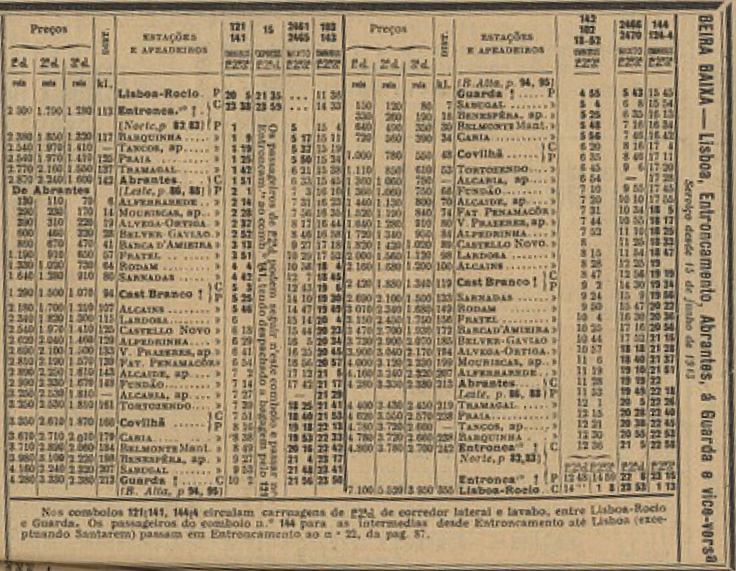
Horário e preçário da L.ª B.ª Baixa em 1913, incluindo Alcains.

## História
Esta interface situa-se no lanço da Linha da Beira Baixa entre as estações de Abrantes e Covilhã, que começou a ser construído nos finais de 1885, e entrou em exploração no dia 6 de Setembro de 1891, pela Companhia Real dos Caminhos de Ferro Portugueses. A estação de Alcains foi uma das interfaces originais desta linha, tendo sido utilizada pelos comboios inaugurais, realizados pela Companhia Real nos dias 5 e 6 de Setembro.
Em 1913, existia um serviço de diligências ligando Idanha-a-Nova à estação de Alcains.
Em 1948, foram substituídos os carris no lanço entre as estações de Sarnadas e Alcains, no âmbito de um programa de renovação da Linha da Beira Baixa da Companhia dos Caminhos de Ferro Portugueses.
Segundo um edital publicado pela Direcção-Geral dos Transportes Terrestres em 17 de Julho de 1964, a Companhia dos Caminhos de Ferro Portugueses tinha pedido licença para organizar uma carreira de passageiros entre as localidades de Alcains e Castelo Branco.
Nominalmente adstrito a esta estação, existiu nas décadas de 1970-1980 o ramal particular Alcains - Alfredo Bolina, inserido no troço da via que a liga a Castelo Branco, ao PK 104+037, no enfiamento do sentido ascendente; em 2011 encontrava-se já encerrado.
Em Janeiro de 2011, a estação dispunha de duas vias de circulação, com 589 e 651 m de comprimento; as duas plataformas tinham 170 e 68 m de extensão, e 25 e 50 cm de altura — valores mais tarde ampliados para os atuais.
Em Abril de 2011 foi concluída a modernização do lanço da Linha da Beira Baixa entre Castelo Branco e Vale de Prazeres, que também incluiu a realização de obras de remodelação na estação de Alcains.

Em 13 de Março de 2018, um jovem de quinze anos ficou gravemente ferido após ter tocado num fio de alta tensão, quando estava a brincar num vagão estacionado em Alcains.